# Wilhelm Koch (Forstbeamter)
Wilhelm Koch (* 15. Juni 1911 in Unterkochen; † 7. Januar 2004 in Schweinfurt) war ein deutscher Forstbeamter und Autor, der in Aalen (Kreisstadt des Ostalbkreises) lebte und wirkte. Er vertrat früh das Konzept eines naturgemäßen Waldbaus und engagierte sich für den Naturschutz.

## Leben und Wirken

### Jugend und Ausbildung
Wilhelm Koch wurde als Sohn von Agnes und Hermann Koch in Unterkochen (heute Stadtbezirk von Aalen) geboren. Der Vater war Revierförster, zunächst in Unterkochen, später in Stafflangen bei Biberach. Wilhelm besuchte das Gymnasium in Biberach und legte dort 1930 das Abitur ab. Von 1930 bis 1934 studierte er Forstwissenschaften an den Universitäten Freiburg und Wien und trat nach dreijähriger Referendarzeit 1937 in den württembergischen Forstdienst ein.

### Beruflicher Werdegang
Anfänglich erhob er als Forsteinrichter die Waldbestände zur Planung der späteren Waldnutzung. Zugleich war er stellvertretender Leiter mehrerer Forstämter.
Nach Beginn des Zweiten Weltkriegs wurde Koch im Jahr 1940 zur deutschen Wehrmacht eingezogen und war Soldat in Frankreich und Russland. Im heutigen Tschechien geriet er 1945 in amerikanische Gefangenschaft und sollte den sich von Osten nähernden Russen in die Kriegsgefangenschaft übergeben werden. Er konnte jedoch flüchten und nachts auf abgelegenen Wegen nach Westen marschieren. Nach zwei Wochen erreichte er die aus Stuttgart ausgelagerte Forstdirektion.
Im Mai 1945 wurde Koch zum Amtsverweser der Staatlichen Forstämter Großbottwar und Bietigheim bestellt. 1949 leitete er das Privatwaldreferat der Forstdirektion Nordwürttemberg in Stuttgart und im selben Jahr wurde ihm die Leitung des Staatlichen Forstamts Aalen übertragen. Für dieses Amt konnte er ab 1955 voll arbeiten, nachdem er von der Tätigkeit in der Forstdirektion entbunden worden war. Er durchlief die Stationen der Beamtenlaufbahn bis zum Oberforstrat, um schließlich für seine aktive Forstpolitik als einer der ersten in Baden-Württemberg zum Forstdirektor ernannt zu werden. Er leitete bis zu seiner Pensionierung im Jahr 1976 das Forstamt Aalen. Dessen Fläche umfasste die Markungen von Aalen und Essingen. Außer Staatswald waren ihm auch städtische und private Waldungen anvertraut.

### Wilhelm Koch und der Wald
Kochs forstmännisches Streben war der Aufbau eines strukturreichen, naturnahen Mischwalds aus Laub- und Nadelhölzern mit charakteristischem Stockwerksaufbau, angepasst an die jeweiligen Standortbedingungen. Dieser Waldtypus ermöglicht, nach Meinung Kochs, sowohl einen guten Holzertrag als auch den Erhalt der Artenvielfalt, den Schutz des Bodens, die Humusneubildung und kann seine wichtigen Aufgaben der Wasserspeicherung und Luftreinhaltung erfüllen.
Seit Ende des 19. Jahrhunderts sah man Wälder vielfach als reine Lieferanten für Bau- und Brennholz. So wurden Monokulturen mit schnellwüchsigen Fichten angelegt zur Erzeugung von möglichst viel Holz auf kleinster Fläche. Die „Holzäcker“, wie Koch diese Wälder nannte, erwiesen sich als anfällig für Sturmschäden und Insektenkatastrophen.
Koch propagierte sein Waldbauziel nicht nur für staatliche Wälder, sondern wollte auch die Besitzer von Bauernwäldern (Plenterwälder) darin bestärken oder neu für dieses Ziel gewinnen. In diese Zeit fiel die Gründung zahlreicher Waldbauvereine, in denen sich Besitzer von Bauernwäldern unter Betreuung der staatlichen Forstämter zusammenschlossen. Den Aalener Waldbauverein (heute Forstbetriebsgemeinschaft Aalen) gründete Koch im Jahr 1950.
Wilhelm Koch gab seine forstlichen Ideen auch im Unterricht weiter, bei den jungen Waldbauern an der Landwirtschaftsschule oder den Forstreferendaren des höheren Forstdiensts. Unter seinen ostwürttembergischen Schülern befanden sich auch spätere Leiter der baden-württembergischen Forstlichen Versuchs- und Forschungsanstalt.
Koch sah im Aufbau eines naturnahen Waldes als Freizeit- und Naturkundewald auch einen Vorteil für die aufkommende Wanderbewegung, die Naherholung und den Tourismus. Seine Haltung fand Ausdruck in einem der ersten mit Schautafeln versehenen baden-württembergischen Waldlehrpfade, den er in seinem Lieblingswald, dem Aalener Stadtwald, 1957 errichten ließ.

### Öffentlichkeitsarbeit
Das Beispiel „Waldlehrpfad“ zeigt, dass er nicht nur die rein forstliche Pressearbeit voran trieb, sondern auch die Information der breiten Öffentlichkeit in Wort und Tat im Blick hatte. So vertrat er seine waldbaulichen Ansichten in zahlreichen Schriften, in Rundfunksendungen und sparte nicht mit Kritik an fehlerhaften Forstbewirtschaftungen.
Um die geologischen Besonderheiten des Aalener Raumes einem größeren Publikum zu veranschaulichen, bauten Koch und seine Mitarbeiter 1961 in Aalen den ersten geologischen Pfad des Landes mit Schautafeln und gemauerten Stationen über die Gesteinsschichten der Schwäbischen Alb und deren Leitfossilien. Die Fossilien dazu lieferte der Sammler Fritz Sauter, der spätere Leiter des geologisch-paläontologischen Museums in Aalen (heute Urweltmuseum Aalen). Der Lehrpfad führt vom Burgstall der Stadt hinauf zum Aussichtspunkt Aalbäumle.
Auf Kochs Initiative hin wurde 1967 in Aalen am Mahnmal auf der Schillerhöhe ein Koniferengarten vom Forstamt geplant und angelegt. Das Arboretum zeigt 500 einheimische und fremdländische Nadelbäume der nördlichen Erdhalbkugel. 259 verschiedene Arten sind vertreten.

### Wilhelm Koch als Naturschützer
Von 1949 bis 1957, vertretungsweise 1959, und schließlich von 1976 bis 1977 war Koch Kreisbeauftragter für Naturschutz und Landschaftspflege und beriet in dieser Eigenschaft die Naturschutzbehörde des Landratsamts. Um den Naturschutzgedanken noch mehr in die Öffentlichkeit zu tragen, betätigte er sich in zahlreichen Vereinen als Natur- und Landschaftsschützer, so auch in der Gesellschaft für Naturkunde in Württemberg, deren Sektion Ostwürttemberg er 1964 gründete und bis 1973 leitete.
Als Mitglied des Bundes für Vogelschutz (heute Naturschutzbund Deutschland) arbeitete er aktiv in der Ortsgruppe Aalen-Hofherrnweiler mit. Koch wirkte im Arbeitskreis Naturschutz Ostwürttemberg, der Vereinigung aller naturschutztreibenden Vereine um die Zusammenarbeit zwischen privatem und amtlichem Naturschutz fördern.
Mit seiner Verabschiedung in den Ruhestand 1976 würdigte die Stadt Aalen sein vielfältiges Engagement mit der Verleihung der Ehrenplakette in Silber.

### Wilhelm Koch als Autor
Sein Kenntnisreichtum in Naturkunde, Geschichte und Geologie schlug sich auch in seinem schriftlichen Werk nieder, denn das Schreiben ging ihm leicht von der Hand. So entstanden zahlreiche Artikel in Zeitschriften sowie Beiträge in Heimatbüchern und er steuerte gelegentlich eigenes Bildmaterial bei. Jahrzehntelang saß er im Redaktionsbeirat der Zeitschrift Kosmos mit dem Schwerpunkt Forstwissenschaft. Zu den umfangreicheren Werken gehören beispielsweise ein Kosmos-Büchlein „Vom Urwald zum Forst“, verschiedene Wanderführer über die Ostalb und ein Museumsführer.
Seine Schriften waren anfänglich auf den Wald, den Naturschutz und forstliche Angelegenheiten beschränkt. Stellvertretend sei seine Handreichung für Waldbauern genannt, „Holzrechnen ohne Mühe“, die in mehreren Auflagen von 1954 bis 1983 erschien. Bald verlagerte sich sein Schwerpunkt mehr in geologische, geografische und geschichtliche Bereiche und vor allem auch in Biografien (beispielsweise Hans Spaeth, Friedrich von Schmidt).
Für seine Biografie über den aus Aalen stammenden evangelischen Theologen Johann Gottfried Pahl (1768–1839), einem bedeutenden Vertreter der Aufklärung, erhielt Koch 1964 den Schubart-Literatur-Preis der Stadt Aalen.

### Letzte Jahre
Bis ins hohe Alter war Koch aktiv, geistig frisch und körperlich rüstig. 2004 starb er an den Folgen eines unverschuldeten Verkehrsunfalls. Im Aalener Waldfriedhof wurde Wilhelm Koch beigesetzt. Er hinterließ seine Frau Hedwig, geborene Umbrecht, die mit ihm die Liebe zur Natur geteilt hat, und seinen Sohn Wilhelm Koch, der die medizinische Berufslaufbahn gewählt hat und in Schweinfurt tätig war.

## Schriften (Auswahl)
Quellen:
- Mittelwald und Niederwald, aussterbende Waldformen. In: Blätter des Schwäbischen Albvereins. 59/2, 1953, S. 21–22.

- Holzrechnen ohne Mühe. Eugen Ullmer Verlag, Stuttgart 1954, 7. Auflage ebenda 1983, ISBN 978-3-8001-4706-9.

- Die Jagd in Vergangenheit und Gegenwart. Franckh’sche Verlagshandlung, Stuttgart 1961.
- als Hrsg.: Wanderführer von Aalen und Umgebung, 1. Aufl., Verlag Albert Wahl, 1965.
- mit H. Baumhauer: Caesaren, Herren am Limes. Konrad Theiss Verlag, Stuttgart und Aalen 1969.
- Landschaften der Ostalb – Welland, Lein, Rems, Rehgebirge, Albuch, Kochertal, am Ries, Härtsfeld, im Keuperland. In: Ostalb-einhorn. 1/1, 1974, S. 20–31.
- Geologisch-paläontologisches Museum Aalen. Konrad Theiss Verlag, Stuttgart und Aalen 1977, ISBN 3-8062-0189-7.
- Johann Gottfried Pahl(PDF). Ein Sohn der Stadt Aalen. In: Aalener Jahrbuch 1978. Konrad Theiss Verlag, Stuttgart und Aalen 1978, S. 143–169.
- Der Koniferengarten in Aalen(PDF). In: Aalener Jahrbuch 1982. Konrad Theiss Verlag, Stuttgart und Aalen 1982, S. 196–234.
- Der Schloßpark in Fachsenfeld(PDF). In: Aalener Jahrbuch 1984. Konrad Theiss Verlag, Stuttgart und Aalen 1984, S. 196–210.
- Ein Leben als Steiger in der Wasseralfinger Grube(PDF). In: Aalener Jahrbuch 1986. Konrad Theiss Verlag, Stuttgart und Aalen 1986, S. 161–170.
- Zur Erinnerung an Fritz Sauter(PDF). In: Aalener Jahrbuch 1986. Konrad Theiss Verlag, Stuttgart und Aalen 1986, S. 362–368.
- Hans Spaeth. Lehrer und Lithograph(PDF). In: Aalener Jahrbuch 1988. Konrad Theiss Verlag, Stuttgart und Aalen 1988, S. 288–294.
- Friedrich Schmidt, ein großer Baumeister aus Frickenhofen. In: Ostalb-Einhorn. 16/63, 1989, S. 276–280.
- Tausend hungrige Reiter und durstige Pferde. Ungeklärte Fragen um das römische Kastell in Aalen. In: Ostalb-Einhorn. 19/73, 1992, S. 25–29.
- Fragen zur Kocherburg. In: Ostalb-Einhorn. 22/88, 1995, S. 280–285.